# Disco polo (film)
Disco polo – polski film fabularny z 2015 roku w reżyserii Macieja Bochniaka.
W rolach głównych wystąpili Dawid Ogrodnik, Piotr Głowacki, Joanna Kulig, Aleksandra Hamkało oraz Tomasz Kot. W filmie zagrali ponadto związani ze sceną muzyki disco polo: piosenkarz Tomasz Niecik, lider zespołu Classic – Robert Klatt – oraz Radosław Liszewski, znany z występów w zespole Weekend.
Okres zdjęciowy trwał od 6 sierpnia do września 2014. Zdjęcia plenerowe realizowano w Bydgoszczy, Piechcinie, Bożejewiczkach koło Żnina, Łebie oraz Warszawie. Film trwa 108 min. W ciągu dwóch miesięcy od premiery filmu, obejrzało go ponad 840 000 widzów.

## Fabuła
Szalone lata dziewięćdziesiąte, Tomek i Rudy (Dawid Ogrodnik, Piotr Głowacki) – chłopaki z prowincji napędzane młodzieńczą pasją i marzeniami, żegnają szarą rzeczywistość. Wspólnie zakładają zespół discopolowy i ruszają na podbój discopolowych list przebojów.

## Obsada
| - Dawid Ogrodnik jako Tomek - Piotr Głowacki jako „Rudy” - Joanna Kulig jako Anka „Gensonina” - Tomasz Kot jako Daniel Polak - Aleksandra Hamkało jako „Mikser” - Mariusz Drężek jako Roland - Rafał Maćkowiak jako Maciek z „Atomica” - Juliusz Chrząstowski jako ojciec Tomka - Iwona Bielska jako babcia „Rudego” - Jacek Koman jako „Katiusza” - Janusz Chabior jako Witek - Tomasz Niecik jako lider zespołu „Gender” - Piotr Miazga jako członek zespołu „Gender” - Mateusz Kościukiewicz jako przewodnik - Weronika Książkiewicz jako asystentka Polaka - Michał Figurski jako on sam |  | - Robert Klatt jako Mario - Radosław Liszewski jako lider zespołu „Fałszywy Laser” - Marcin Kalisz jako kolega - Andrzej Pieczyński jako dyrektor więzienia - Mirosław Krawczyk jako właściciel dyskoteki - Przemysław Redkowski jako kramarz na bazarze - Mariusz Jakus jako szef w „Venecji” - Artur Krajewski jako obwoźny handlarz z krzyżami - Jerzy Urban jako więzień - Mariusz Wach jako ochroniarz w willi Polaka - Joanna Opozda jako kobieta z hotelu „Venecja” - Agnieszka Mrozińska-Jaszczuk jako laska z hotelu „Venecja” - Krzysztof Kluzik jako ochroniarz na jachcie - Tomasz Knapik jako lektor - Weronika Heck jako laska pod motelem |

## Ścieżka dźwiękowa
Piosenki z filmu Disco Polo - ścieżka dźwiękowa do filmu ukazała się 15 marca 2015 roku nakładem Agory. Na płycie znalazły się interpretacje utworów m.in. z repertuaru takich zespołów jak Akcent, Boys, Weekend i Classic. Piosenki wykonali Dawid Ogrodnik i Piotr Głowacki jako zespół Laser, Rafał Maćkowiak jako wokalista zespołu Atomic oraz Joanna Kulig jako Gensonina.
Płyta zadebiutowała na 48. miejscu polskiej listy przebojów - OLiS.
Lista utworów
| 1. Atomic - „Cztery osiemnastki” (Tomasz Niecik) 2. Gensonina - „Oczy cziornyje” 3. Gensonina - „Taka juz jestem” (La Strada) 4. Atomic - „Hej, czy Ty wiesz” (Classic) 5. Laser - „O Tobie, kochana” (Milano) 6. Laser - „Ona tańczy dla mnie” (Weekend) 7. Laser - „Moja Gwiazda” (Akcent) 8. Laser - „Jesteś szalona” (Boys) |  | 1. Laser - „Pragnienie miłości” (Akcent) 2. Laser - „Wolność” (Boys) 3. Laser - „Sonet dla miłości” (Akcent) 4. Atomic - „Dziewczyna z klubu disco” (Akcent) 5. Gensonina - „Takim Cię wyśniłam” 6. Laser - „Życie to są chwile” (Akcent) 7. Laser, Gensonina - „Wszyscy Polacy” (Bayer Full) |